# Steinerne Brücke (Písek)

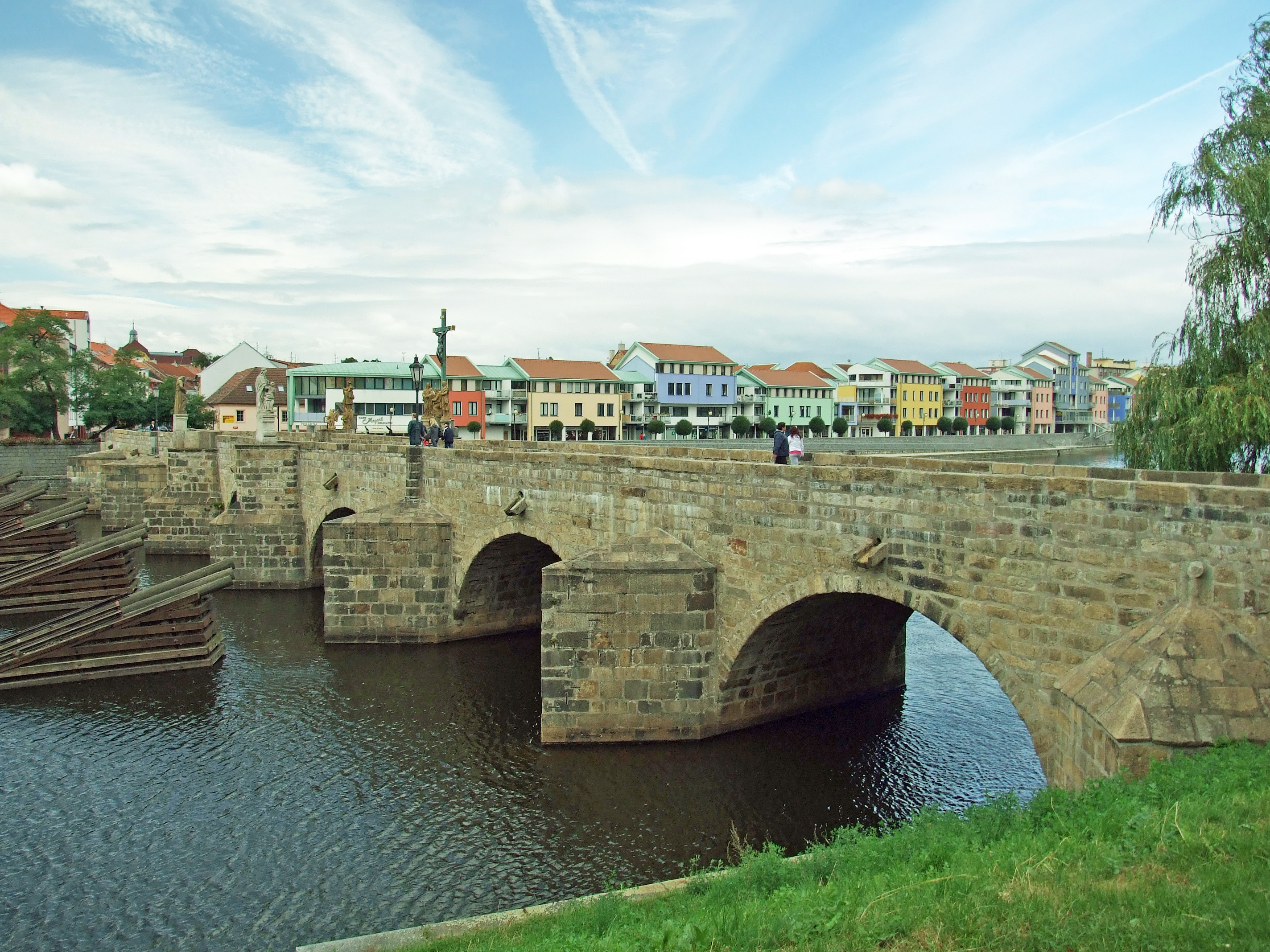
Steinerne Brücke in Písek

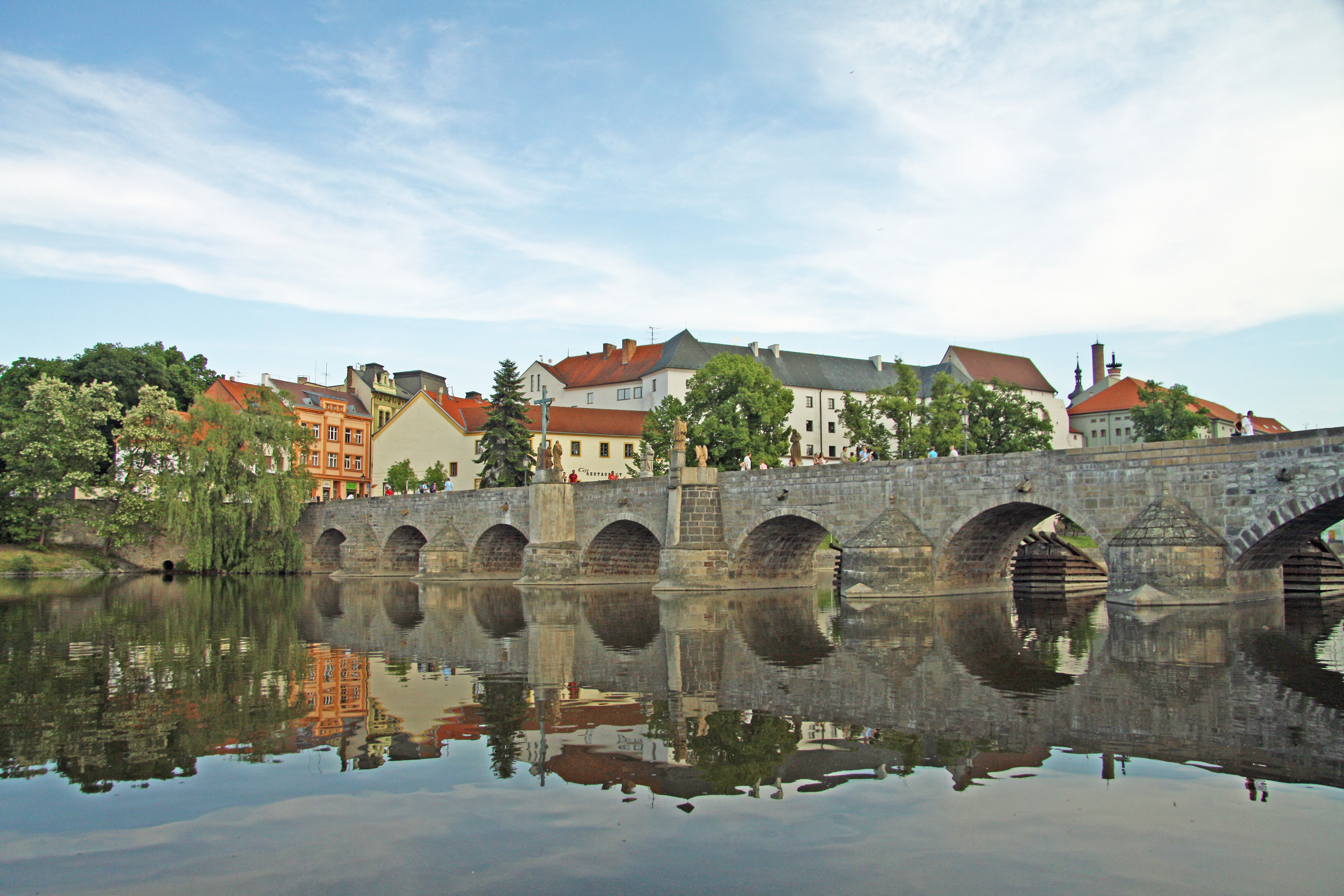
Blick auf die Brücke vom Stadtteil Prager Vorstadt (Pražské Předměstí) aus gesehen.

Die Steinerne Brücke (tschechisch Kamenný most) zwischen der Altstadt und der Prager Vorstadt in Písek ist eine der ältesten Brücken in Mitteleuropa sowie die älteste Brücke in Tschechien und damit noch älter als die bekanntere Karlsbrücke in Prag. Die Brücke ist seit 1989 ein Nationales Kulturdenkmal.
Das gotische Bauwerk überbrückt den Fluss Otava ungefähr 110 Kilometer südlich der Hauptstadt Prag. Auf der gesamten Länge der Brücke sind Kopien barocker Statuen und Kreuze aufgestellt. Im Jahr 2002 kam es durch ein Hochwasser zu starken Beeinträchtigungen der Bausubstanz.

## Bezeichnung und Legende
Die Brücke wird gelegentlich auch „Jelení“ (Hirschbrücke) genannt. Nach einer Legende sei im Mittelalter entschieden worden, die Brücke nach dem ersten, der sie bis zur anderen Uferseite überschreitet, zu benennen. Daraufhin sei ein Hirsch aus einem nahen Wald über die Brücke geschritten. Dennoch ist in Písek die Bezeichnung Alte Brücke („starý most“) geläufiger.
2007 wurden alle Brücken in Písek amtlich benannt, darunter auch die älteste: Sie wurde nun offiziell als „Steinerne Brücke in Písek“ benannt.

## Geschichte

### Bau und Verwendung
Die Brücke wurde wahrscheinlich im dritten Viertel des 13. Jahrhunderts in der Regierungszeit des böhmischen Königs Ottokar II. Přemysl erbaut. Die ersten Schriftstücke mit einer Erwähnung des Bauwerks stammen aus dem Jahr 1348. Damals bestimmte der böhmische König Karl IV., dass die Einnahmen des Brückenzolls für den Brückenunterhalt bereitzustellen sind.
Gebaut wurde die Brücke auf trockenem Gelände. Erst nach der Fertigstellung wurde der Fluss in sein neues Bett geleitet, das seither unter der Brücke hindurch führt. Die Brücke war ein wichtiger Teil der Goldenen Straße. Seit dem Jahr 1797 führte über die Brücke eine ärarische Straße aus Vodňany nach Blatná und Nepomuk. Hierbei erhielt die Stadt mehr als 743 Goldmünzen, was einen hohen Kostenaufwand darstellte. Aus diesem Grund kam die Brücke 1825 in staatliche Hand und im Jahr 1827 unter die staatliche Verwaltung.

### 1994 bis 1996: Sanierung der Brücke
In den Jahren 1994 bis 1996 wurde die Brücke saniert. Bis zum Beginn der Arbeiten verliefen über die Brücke mehrere Buslinien. Die Brückenfundamente wurden bei den Arbeiten in den Felsen verankert, so dass die Brücke auch dem großen Hochwasser von 2002 standhielt. Weiters wurden die Barockstatuen durch Repliken ersetzt.

### 2002: Teilweise Zerstörung durch Hochwasser

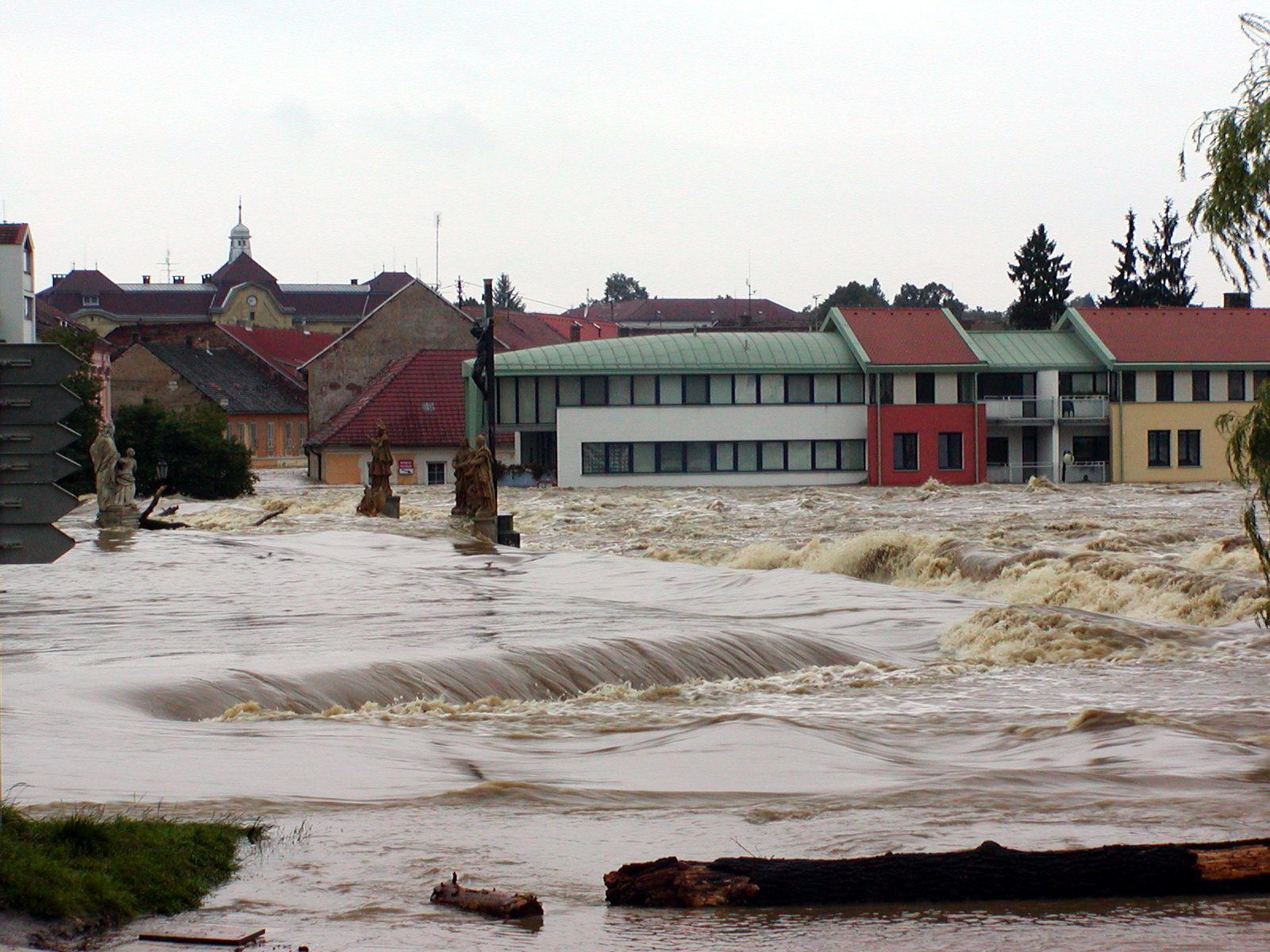
Die Brücke während des Hochwassers im Jahr 2002: Sichtbar ist nur das Kruzifix

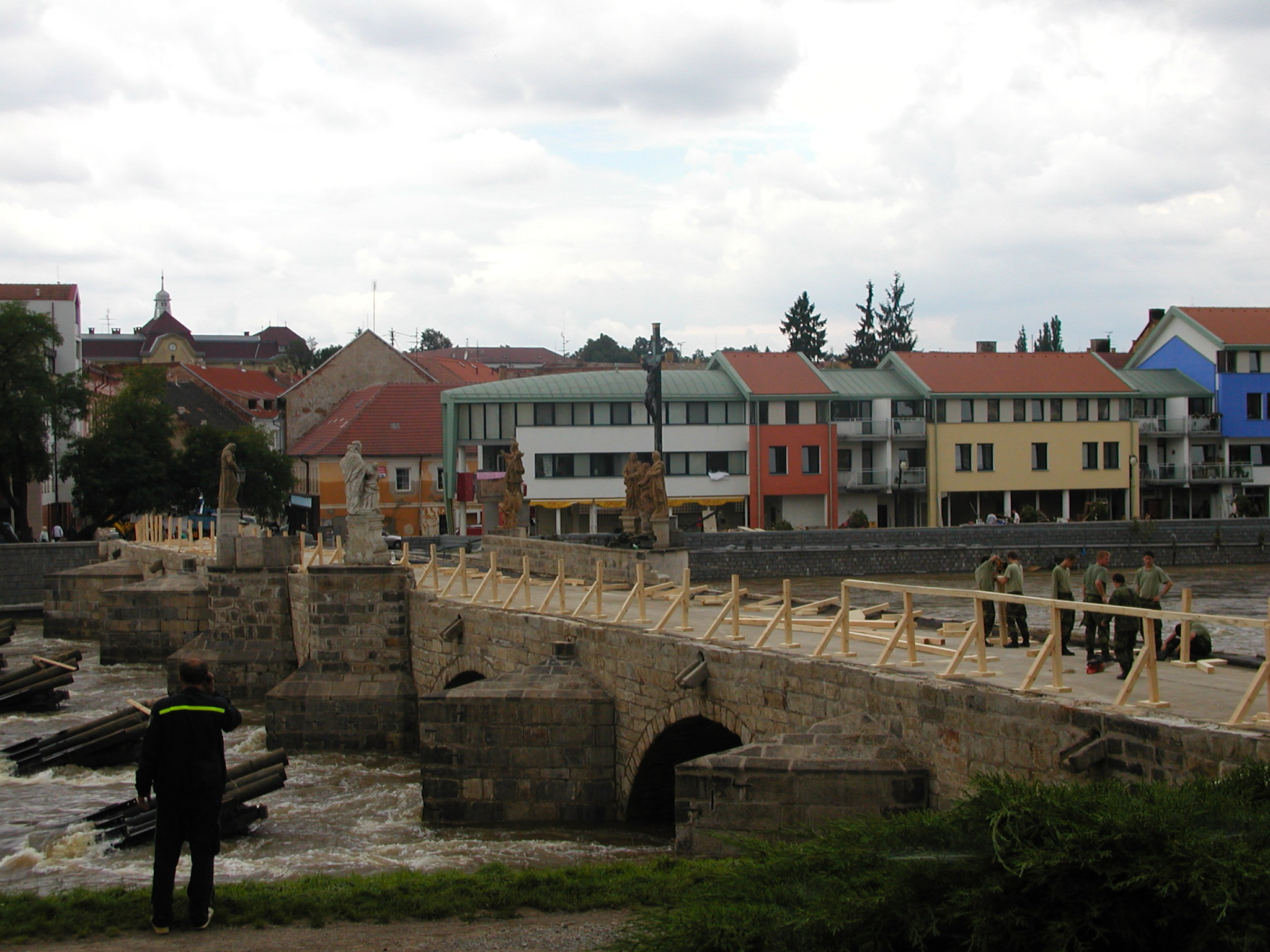
Nach dem Hochwasser wurde ein hölzernes Geländer zur Absicherung der Brücke angebracht

Während eines starken Hochwassers im August 2002 wurde die Statue eines Engels mitgerissen, und Teile der steinernen Brüstung stürzten ein. Das Wasser erreichte eine Höhe von fast zwei Metern über der Fahrbahn der Brücke. Sichtbar war nur noch das Kruzifix. Dank der Sanierungsmaßnahmen in den 1990er Jahren erlitt die Brücke keine größeren Schäden.
Bereits nach zwei Tagen war die Brücke mit einem provisorischen Holzgeländer gesichert und wurde für die Öffentlichkeit wieder zugänglich gemacht. Brückenteile, die das Wasser mitnahm, wurden größtenteils aus dem Fluss Otava geborgen und wiederverwendet. Nicht mehr gefunden werden konnte die Figur eines Engels, die 2004 durch eine neue Replik ersetzt wurde.
Unter den Pflastersteinen wurde neben anderen Sicherungsmaßnahmen ein Unterbau aus Beton zur Stabilisierung der Brücke installiert. Die Sanierung der Brücke wurde durch eine Spendenaktion, die nach dem Hochwasser anlief, unterstützt. Sie verhalf der Stadt zur schnellen Wiederinstandsetzung des alten Brückenbauwerks.

### 2007: Orkan
2007 brach der Orkan Kyrill das Kruzifix ab, welches daraufhin in den Fluss fiel. Einem Taucher gelang es später, das rund 80 Kilogramm schwere Kunstwerk aus Zinn rund 60 Meter von der Brücke entfernt im Fluss zu finden und dann mit Unterstützung der Feuerwehr zu bergen. Die Dornenkrone galt als verloren, wurde später aber auch noch gefunden.
Während der Restaurierungsarbeiten an dem Kreuz fand der Restaurator Zeitkapseldokumente. Es handelte sich um Nachrichten des Bildhauers Karel Vlačih über die Instandsetzung des Kreuzes in den Jahren 1887 bis 1899. Des Weiteren lagen auch ein Exemplar der Tageszeitung Rudé právo vom 7. März 1959 sowie weitere Nachrichten über die Restaurierungen in den Jahren 1957 bis 1959 und Anweisungen an nachfolgende Generationen bei.
Am 18. März 2008 wurde die Kopie des Kruzifixes an der dafür bestimmten Stelle angebracht; der Bildhauer Robert Ritschel arbeitete an dem Werk ein halbes Jahr lang.

## Beschreibung
Die Brücke ist mit dem Brückenkopf auf der linken Seite 109,75 Meter lang und 6,25 Meter breit. Die Fahrbahn nimmt 4,5 Meter ein. Die Brücke steht auf sechs Pfeilern, die insgesamt sieben Bögen bilden. Die Bögen wurden mehrfach durch Überschwemmungen und Hochwasser in ihrer Substanz beeinträchtigt. Heute bestehen nur noch sechs ursprüngliche Bögen mit einer Spannweite von 7,0 bis 8,2 Metern. Aus dem Jahr 1768 stammt ein Bogen mit einer Spannweite von 13 Metern. Dieser diente dem besseren Durchkommen von Flößen.
Ursprünglich besaß die Brücke auf beiden Seiten Brückentürme. Der erste Turm brach 1768 während eines Hochwassers zusammen. Der zweite wurde 1825 abgerissen, da er ein Hindernis für das Verkehrsaufkommen darstellte. Auf dem linken Ufer sind noch Teile des Turmes zu erkennen, diese wurden während einer der zahlreichen Instandsetzungen der Brücke freigelegt.

## Statuen

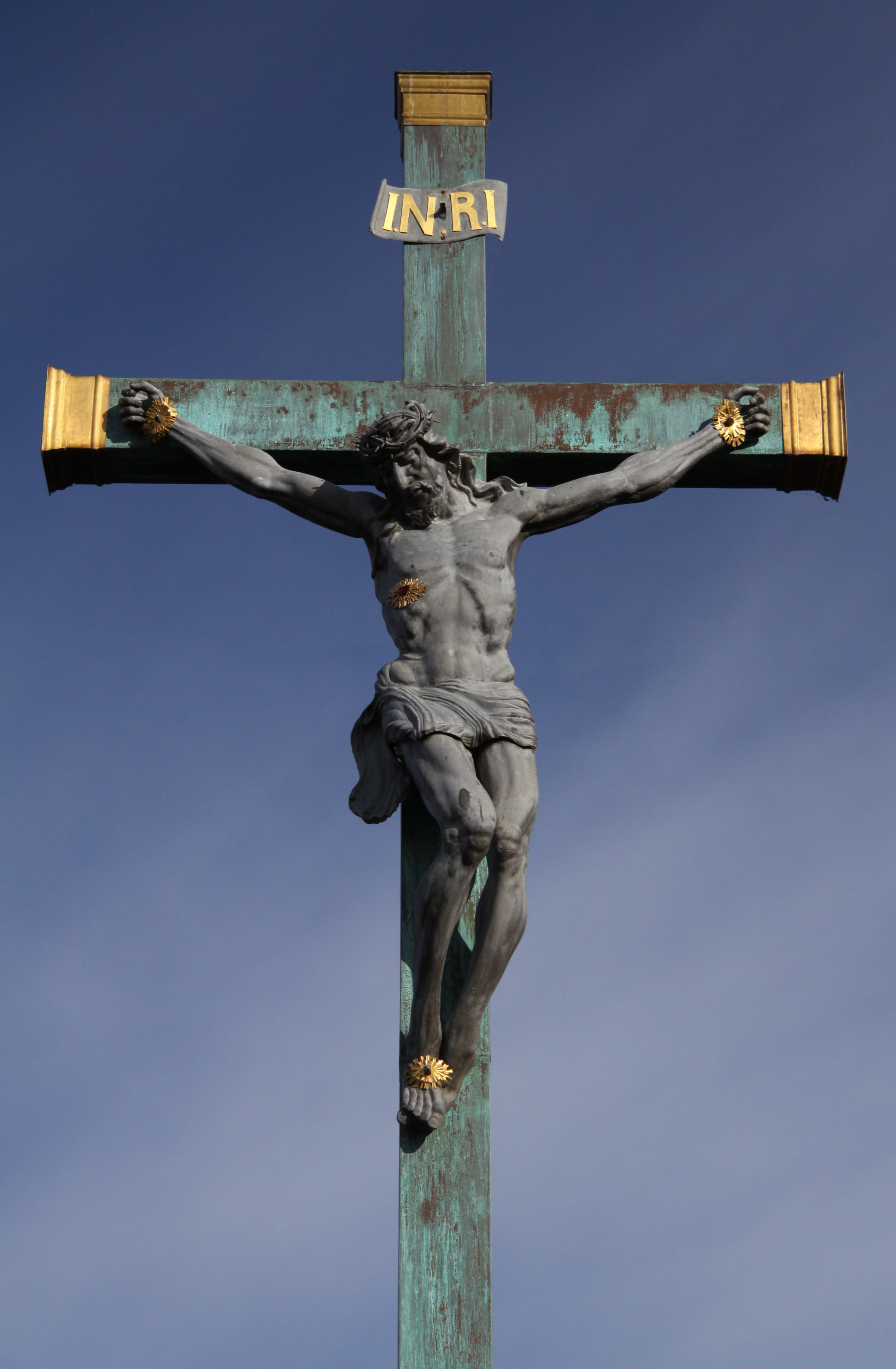
Kruzifix der Kalvarienberggruppe
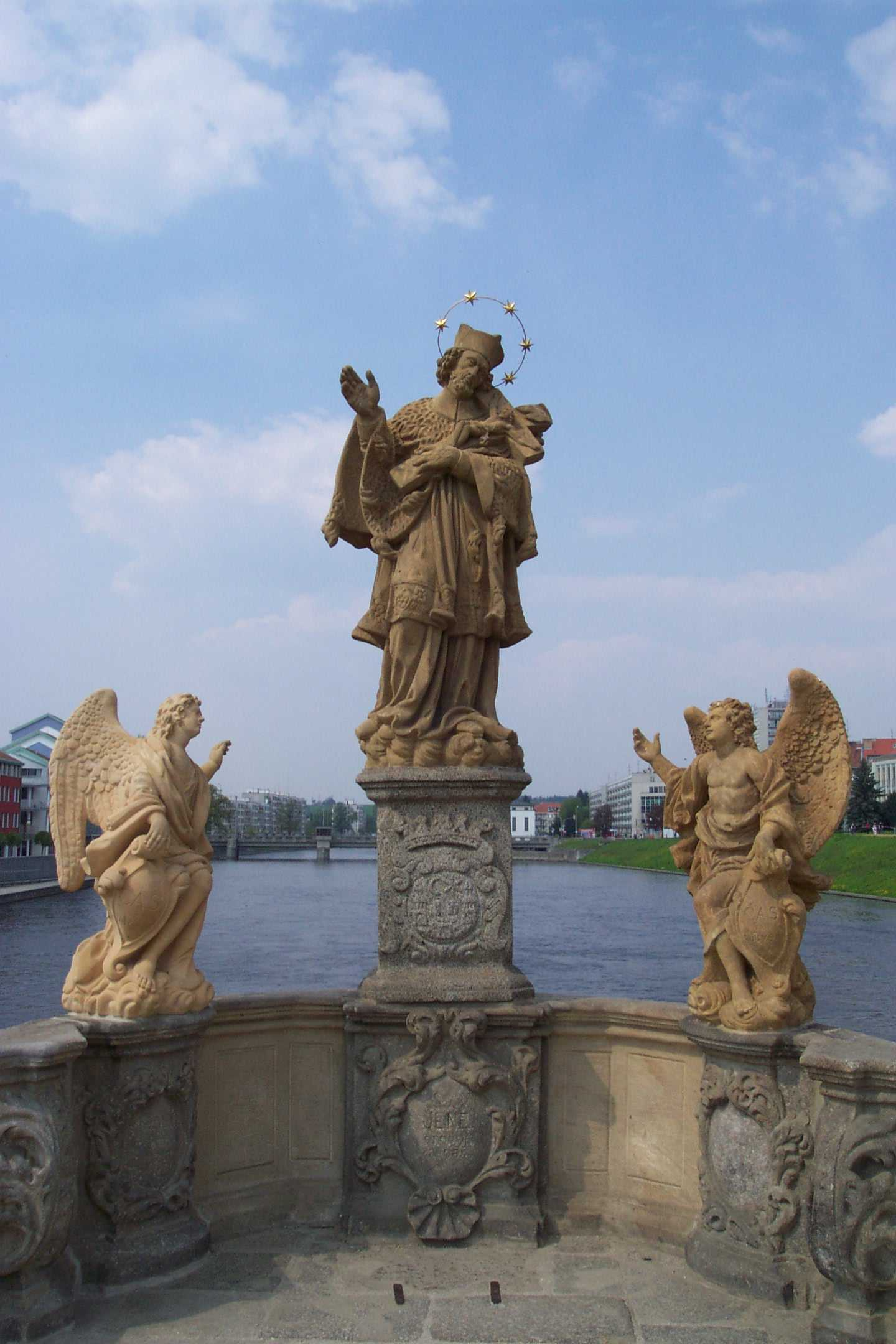
Heiliger Nepomuk als Brückenheiliger

Auf der Brücke stehen Kopien barocker Sandsteinstatuen. Die Kalvarienberggruppe stammt aus dem 18. Jahrhundert, aus der Werkstatt von Jan Hammer. Die Gruppe besteht aus den Statuen der Jungfrau Maria, Maria Magdalena und des Evangelisten Johannes. Das Kruzifix ist sechs Meter hoch und wurde ursprünglich von dem Zinngießer Václav Hanzl angefertigt. Die Kopien wurden im Jahr 1997 angefertigt.
Weitere Statuen auf der Brücke sind:
- der Heilige Johannes Nepomuk mit zwei Engeln
- die Heilige Anna selbdritt
- der Heilige Antonius von Padua

Die ursprünglichen Figuren stammen aus dem Jahr 1770 und sind in einem Museum ausgestellt.

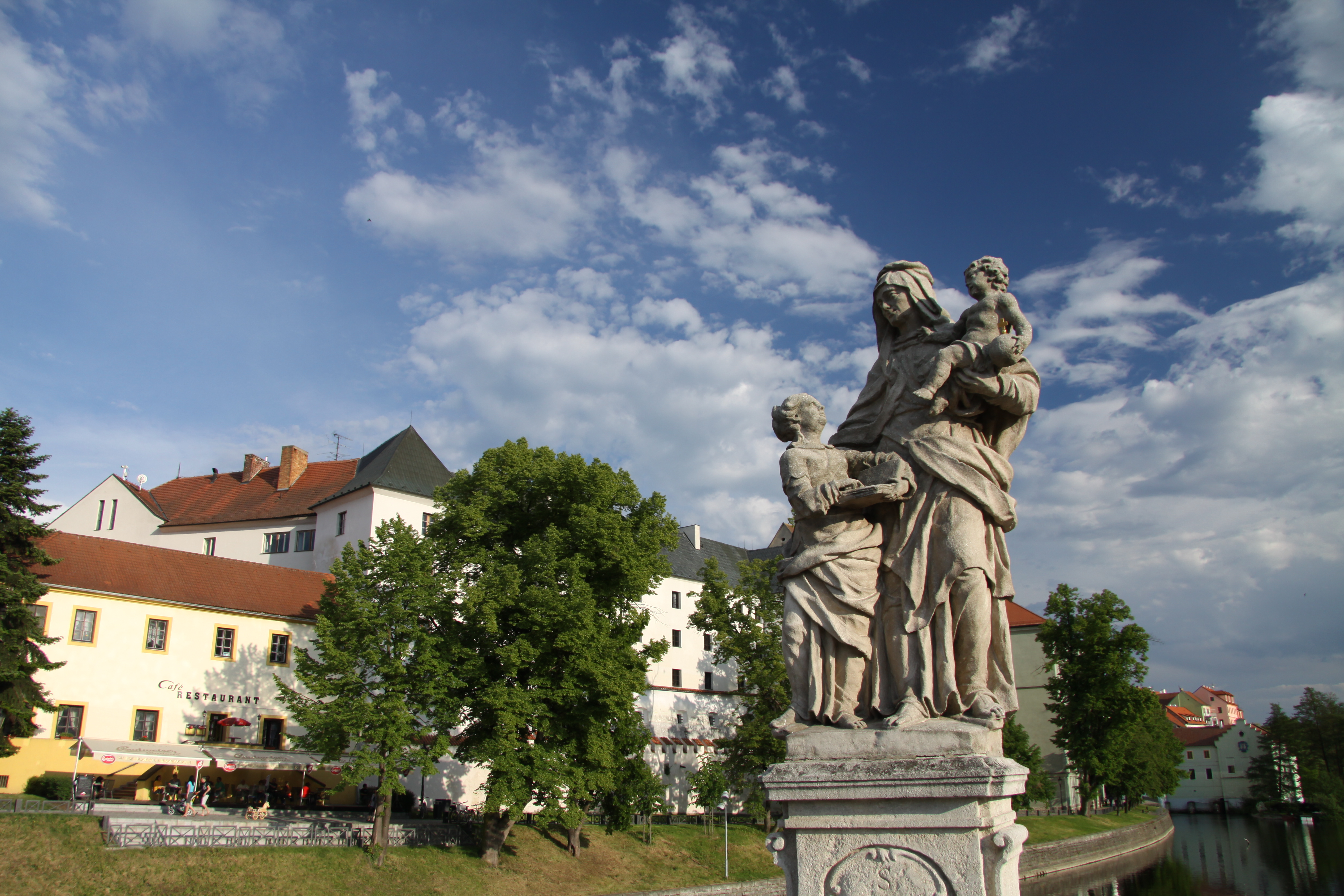
Die heilige Anna selbdritt
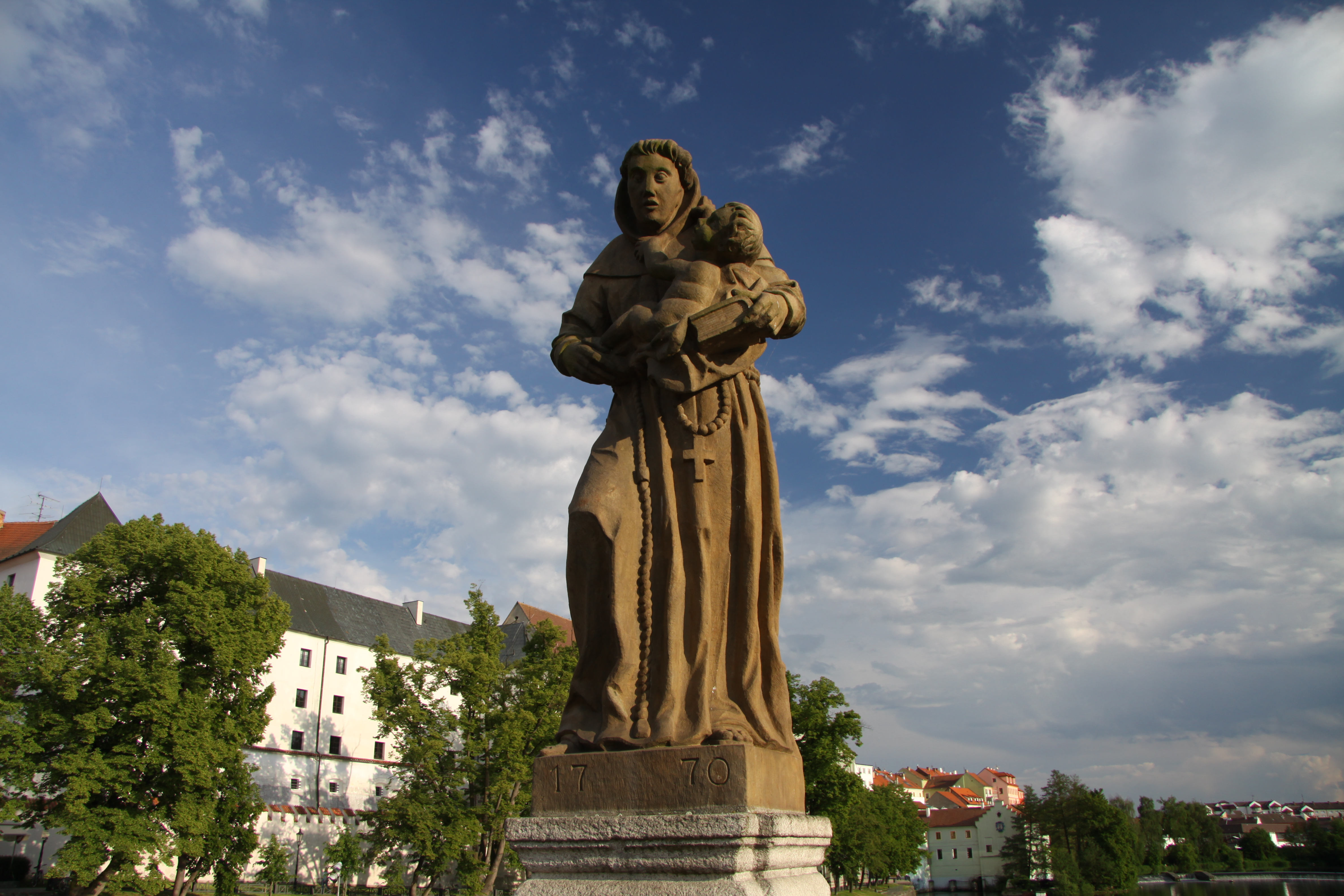
Der heilige Antonius von Padua
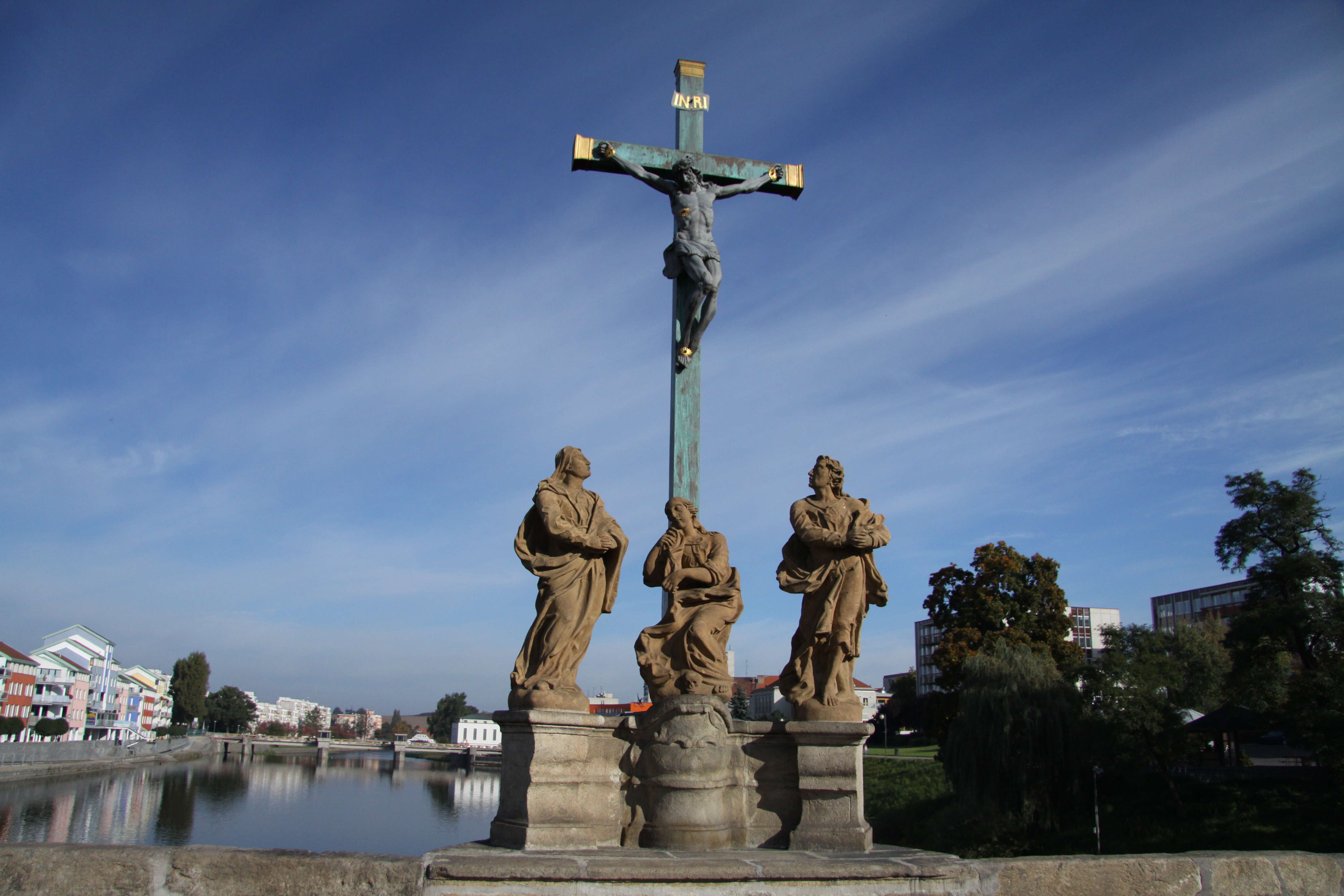
Die Kalvarienberggruppe